# Begrensdheid

Begrensde verzameling (boven) en onbegrensde verzameling (onder)

In de wiskunde is een object begrensd als het eindige afmetingen heeft.

## Begrensde verzameling
In de meetkunde heet een deelverzameling {\displaystyle V} van het vlak of de ruimte begrensd als er een bovengrens {\displaystyle D\in \mathbb {R} } bestaat voor alle onderlinge afstanden tussen punten van {\displaystyle x,y\in V}:
{\displaystyle d(x,y)\leq D}
De verzameling van dergelijke getallen {\displaystyle D} vormt een gesloten halve rechte, en het minimum van die rechte is de diameter van {\displaystyle V}.
Bovenstaande definitie maakt geen gebruik van de bijzondere vorm van de afstandsfunctie van de Euclidische ruimte, en gaat dus ongewijzigd over op willekeurige (pseudo-)metrische ruimten.

## Begrensde functie
Een reële functie {\displaystyle f} heet begrensd als haar waardebereik (beeld) een begrensde deelverzameling van {\displaystyle \mathbb {R} } is, t.t.z. als er getallen {\displaystyle m<M} bestaan zodat {\displaystyle \forall x:m\leq f(x)\leq M}. De kleinst mogelijk bovengrens {\displaystyle M} heet supremum van {\displaystyle f}, de grootst mogelijke ondergrens {\displaystyle m} is het infimum van {\displaystyle f}.
Deze definitie van begrensdheid gaan ongewijzigd over op willekeurige afbeeldingen tussen een verzameling {\displaystyle A} en een (pseudo)metrische ruimte {\displaystyle X}.

## Begrensde deelverzameling van een topologische vectorruimte
In een lokaal convexe topologische vectorruimte wordt de topologie voortgebracht door een scheidende familie seminormen. Elke seminorm brengt een pseudometriek {\displaystyle d(x,y)=\|x-y\|} voort. In dergelijke ruimten zijn de volgende twee voorwaarden op een deelverzameling {\displaystyle A} gelijkwaardig:
- {\displaystyle A} is begrensd in elk van de pseudometrische ruimten afzonderlijk;
- Voor elke omgeving {\displaystyle V} van de nulvector bestaat een schaalfactor {\displaystyle \alpha \in \mathbb {R} ^{+}} zodat {\displaystyle A\subset \alpha V}.

De tweede voorwaarde heeft nog zin in algemene topologische vectorruimten, en geldt daar als definitie van begrensdheid.

## Begrensde lineaire operator
Een lineaire afbeelding {\displaystyle T:V\to W} tussen twee topologische vectorruimten {\displaystyle V} en {\displaystyle W} (operator) heet begrensd als ze begrensde delen van {\displaystyle V} afbeeldt op begrensde delen van {\displaystyle W}.
Als {\displaystyle V} en {\displaystyle W} Banachruimten zijn, dan is dit gelijkwaardig met de eis dat {\displaystyle T} continu is. In het algemeen is elke continue lineaire operator begrensd, maar niet omgekeerd.

## Essentieel begrensd
Als het domein van een functie de structuur van een maatruimte {\displaystyle (A,{\mathcal {A}},\mu )} draagt, zijn we geïnteresseerd in de vraag of de functie begrensd is "op een nulverzameling na". Men noemt een functie {\displaystyle f:A\to \mathbb {C} } essentieel begrensd als er een begrensde functie bestaat waaraan ze bijna overal gelijk is:
{\displaystyle \|f\|_{\infty }=\inf _{N\in {\mathcal {A}},\mu (N)=0}\sup _{\omega \in \Omega \setminus N}|f(\omega )|<\infty .}
Bovenstaande uitdrukking heet het essentieel supremum van {\displaystyle f}. Het is het supremum van de absolute waarde van {\displaystyle f} op eventuele nulverzamelingen na. Equivalentieklassen van essentieel begrensde functies vormen de ruimte {\displaystyle L^{\infty }} (zie Lp-ruimte).